# Allan Weiberg
Allan Helge Weiberg, född 2 november 1924 i Åmål, död 28 januari 2021 i Karlstad, var en svensk dirigent och körledare. Weiberg var medgrundare till Värmlands musikteater (nuvarande Wermlandsoperan) och dess förste musikaliske ledare och chefsdirigent. Han var ledare för Sångföreningen Manhem i Karlstad under 31 år mellan 1975 och 2005.
Weiberg växte upp i ett musikaliskt hem i Åmål där fadern spelade fiol och modern sjöng. Han studerade på musikskolan Ingesund i Arvika 1939 och senare på Kungliga Musikhögskolan i Stockholm 1944–1951. Efter utbildningen innehade han dirigentuppdrag för Norrbottens musikkår (1953–1959) och flygets musikkår i Västerås (1959–1971), innan han kom till Karlstad 1972.
Allan Weiberg var gift med hustrun Britta (född 1923) och tillsammans har de två söner.